# Michalovice (Havlíčkův Brod-i járás)
Michalovice település Csehországban, a Havlíčkův Brod-i járásban. Michalovice Hurtova Lhota, Lípa és Havlíčkův Brod településekkel határos. Lakosainak száma 221 fő (2024. január 1.).

## Népesség
A település lakosságának változását az alábbi diagram mutatja:
| Lakosok száma | 183  | 206  | 223  | 175  | 139  | 129  | 205  | 208  | 220  | 221  |
|               | 1869 | 1890 | 1921 | 1950 | 1980 | 2001 | 2017 | 2019 | 2022 | 2024 |